# Haplochromis erythromaculatus
Haplochromis erythromaculatus là một loài cá thuộc họ Cichlidae. Nó là loài đặc hữu của Rwanda. Các môi trường sống tự nhiên của chúng là sông, hồ nước ngọt, đầm nước ngọt, và vùng đồng bằng nội địa. Nó bị đe dọa do mất nơi sống.